# Паницкий, Иван Яковлевич
Иван Яковлевич Паницкий (13 января 1907 — 12 апреля 1990) — баянист-виртуоз, педагог, аранжировщик, композитор. Заслуженный артист РСФСР (1957), Почетный гражданин Саратова (1989).

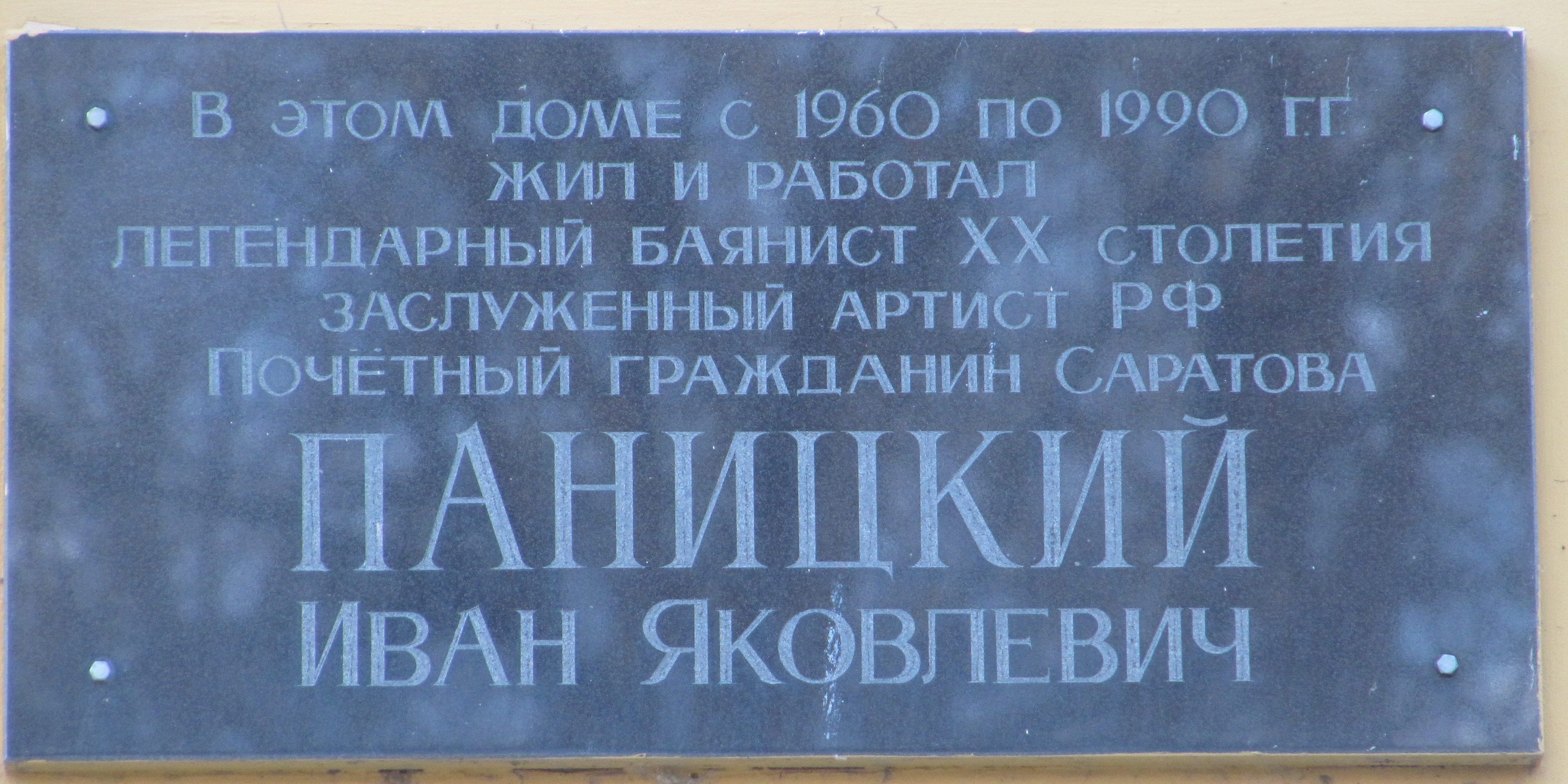
Мемориальная доска Паницкий И. Я.

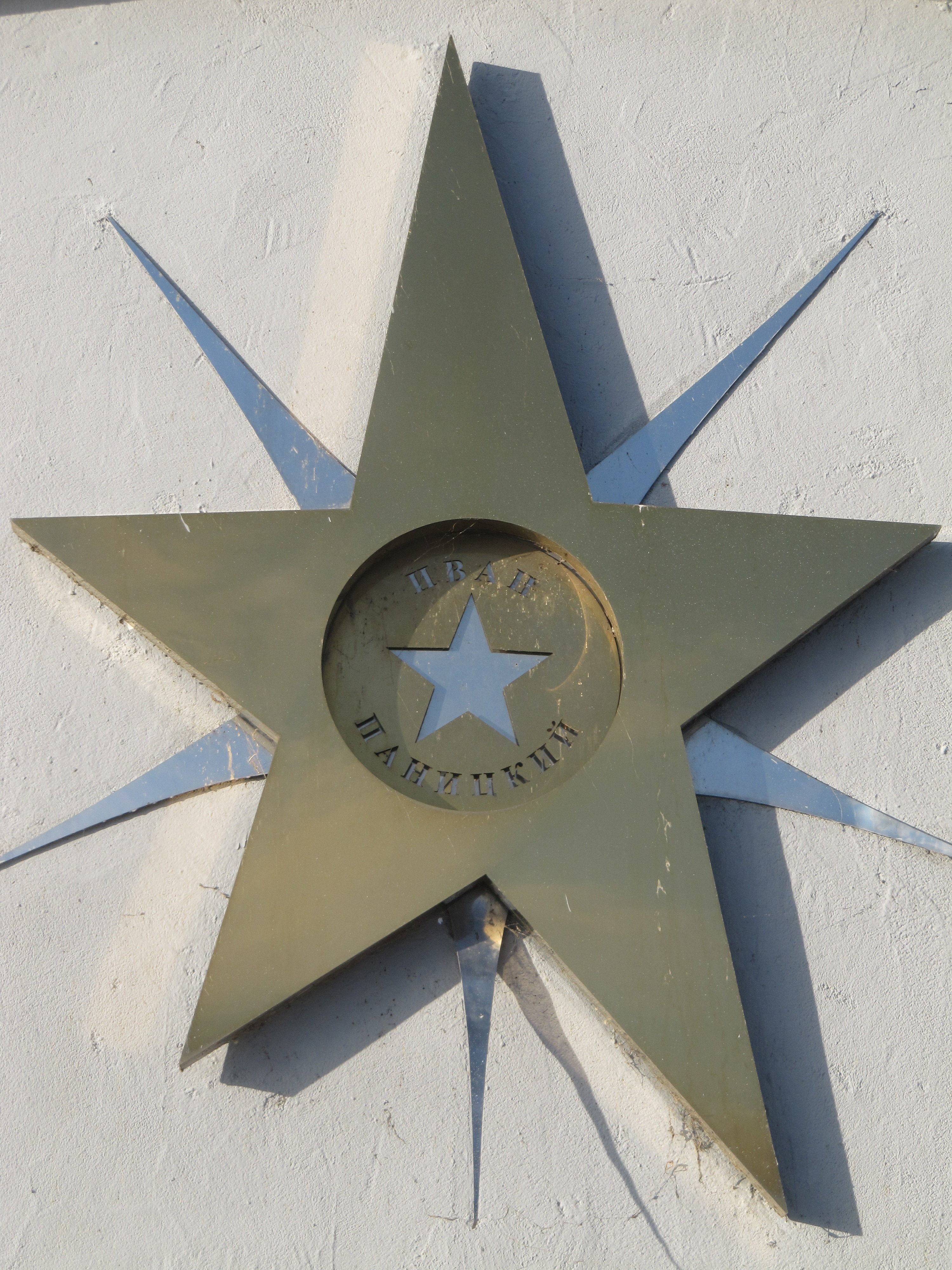
Саратов, набережная Космонавтов, звезда — Иван Паницкий

## Биография
Родился 13 января 1907 г. (31 декабря 1906 г. по ст. ст.) в с. Балаково Самарской губернии (ныне г. Балаково Саратовской области). В двухнедельном возрасте по небрежности врачей потерял зрение. Его раннему увлечению музыкой способствовала обстановка в семье. Отец пел и играл на гитаре и саратовской гармошке. Братья Василий и Дмитрий пели в церковном хоре. У мамы был замечательный голос. В 5 лет впервые выступил как гармонист с сольным концертом в родном селе. С шестилетнего возраста стал играть по найму в ресторанах и трактирах, проявляя необычайную музыкальность, играл на гармониках различных систем.
С 1916 по 1918 гг. брал уроки игры на фортепиано.
В 1917 г. После смерти матери семья переехала в Саратов. Здесь молодого музыканта заметили.
В 1921—1929 гг. гармонист-солист концертной организации «Посредрабис» Саратова.
В 1925—1926 гг. и 1928 г. учился в Саратовском музыкальном училище (ныне Саратовский областной колледж искусств) по классу скрипки у Г. Е. Ершова и Б. А. Богатырева.
В 1927 г. Занял I место в конкурсе гармонистов (Саратов), начал самостоятельно учиться игре на баяне.
С 1929 г. выступал в концертах как солист-баянист. Выезжал на гастроли во многие города СССР.
В 1931—1944 гг. преподаватель по классу баяна в Саратовском музыкальном училище.
В 1932—1944 гг. баянист саратовского Театра малых форм.
В 1939 г. стал Лауреатом 1-й премии Всесоюзного смотра исполнителей на народных инструментах (Москва).
В 1943 г. стал Лауреатом 2-й премии Республиканского конкурса концертных исполнителей (Свердловск).
В 1944—1967 гг. солист-баянист Саратовской областной филармонии.
В 1951 г. с сольной программой выступал в Малом зале Московской консерватории.
20 января 1952 г. впервые исполнил Концерт № 1 Н. Чайкина с симфоническим оркестром (Концертный зал Саратовской филармонии, дирижер М. Школьников).
В 1957 г. Первым из баянистов получил звание Заслуженный артист РСФСР.
Умер 12 апреля 1990 г. в Саратове.

## Творчество
С 1932 г. был солистом Саратовской филармонии. Репертуар включал свыше 600 произведений. Впервые исполнил концерт для баяна с оркестром Н. Я. Чайкина. Его исполнение отличалось техническим мастерством, лиризмом и теплотой.
В 1932—1956 гг. преподаватель организованного им класса баяна в Саратовском музыкальном училище. Ему принадлежат многочисленные обработки для баяна народных песен и танцев, а также произведения русских, советских и зарубежных композиторов, часть которых вошла в сборник из серии «Играй мой баян» (1958). Являлся учителем всех саратовских исполнителей-баянистов, вошедших позднее в состав кафедры народных инструментов. Участвовал в приемных экзаменах в консерваторию в качестве консультанта и почетного гостя.

## Память
- В 1973, 1975, 1977 гг. в Саратове состоялись региональные конкурсы баянистов, посвященные И. Я. Паницкому.
- В 1993 г. Детской школе искусств № 2 г.Балаково Саратовской области было присвоено имя И. Я. Паницкого.
- В 1995 г. в Саратове состоялось торжественное открытие мемориальной доски на доме, где последние 30 лет проживал И. Я. Паницкий.
- В 1995 и 2011 гг. в СГК им. Л. В. Собинова состоялись I-й и II-й Всероссийские конкурсы исполнителей на народных инструментах, посвященные И. Я. Паницкому.
- На Набережной Космонавтов в Саратове на Аллее звёзд установлена звезда «Иван Паницкий».